# Rhamphicarpa
Rhamphicarpa é um género botânico pertencente à família Orobanchaceae.

## Espécies
Composto por 44 espécies:
Rhamphicarpa ajugifolia Rhamphicarpa albersii Rhamphicarpa angolensis
Rhamphicarpa aquatica Rhamphicarpa asperrima Rhamphicarpa australiensis
Rhamphicarpa brevifolia Rhamphicarpa brevipedicellata Rhamphicarpa cameroniana
Rhamphicarpa capensis Rhamphicarpa capillacea Rhamphicarpa claessensi
Rhamphicarpa curviflora Rhamphicarpa ellenbeckii Rhamphicarpa elliotii
Rhamphicarpa elongata Rhamphicarpa elskensii Rhamphicarpa filicalyx
Rhamphicarpa fistulosa Rhamphicarpa gallaensis Rhamphicarpa hamata
Rhamphicarpa herzfeldiana Rhamphicarpa heuglinii Rhamphicarpa holstii
Rhamphicarpa humilis Rhamphicarpa jamesii Rhamphicarpa longiflora
Rhamphicarpa macrosiphonia Rhamphicarpa medwedewi Rhamphicarpa meyerijohannis
Rhamphicarpa montana Rhamphicarpa multicaulis Rhamphicarpa neghellensis
Rhamphicarpa paucidentata Rhamphicarpa pratensis Rhamphicarpa recurva
Rhamphicarpa serrata Rhamphicarpa spicata Rhamphicarpa stricta
Rhamphicarpa suffruticosa Rhamphicarpa tenuisecta Rhamphicarpa tubulosa
Rhamphicarpa veronicaefolia Rhamphicarpa volkensii